# Dismounted Soldier Training System

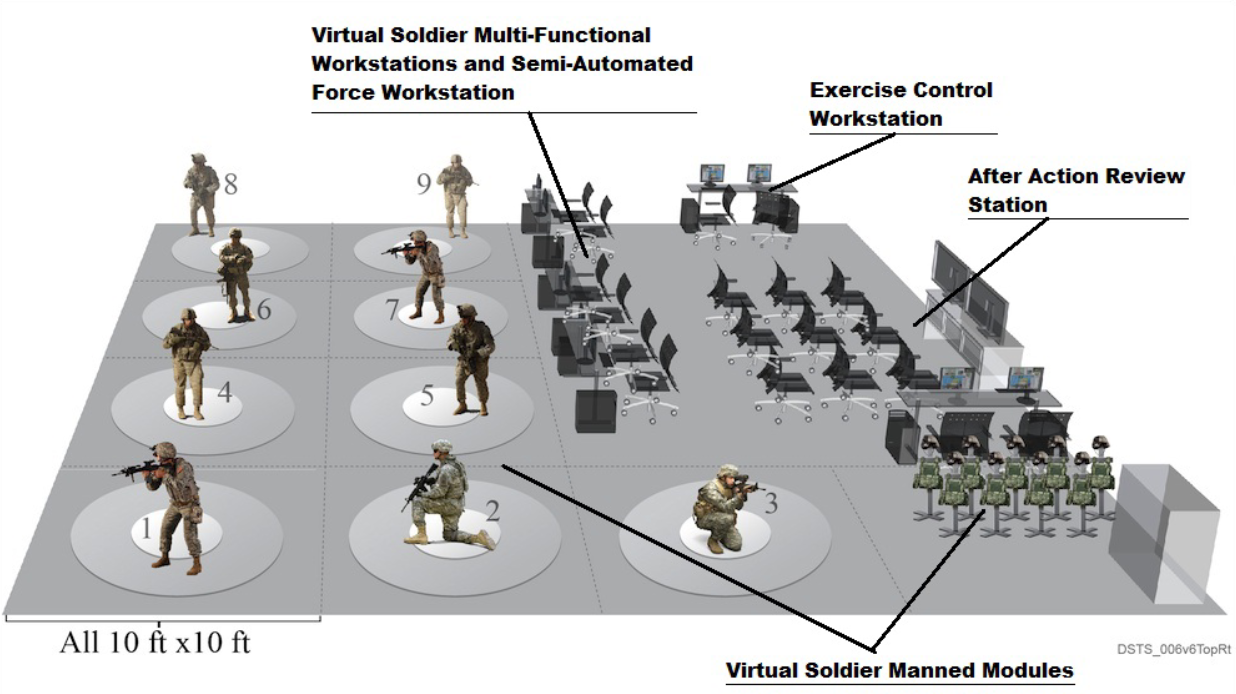
Schema eines Raumes mit einem DSTS

Dismounted Soldier Training System (DSTS) war ein virtuelles und immersives Trainingssystem für Infanteriesoldaten der United States Army. Das 2012 eingeführte System war das weltweit erste seiner Art. Es sollte taktisches Training auf Trupp-Ebene erlauben. Wegen verschiedener Probleme und Einschränkungen wurde das DSTS bereits 2015 aus dem aktiven Dienst entfernt.

## Geschichte

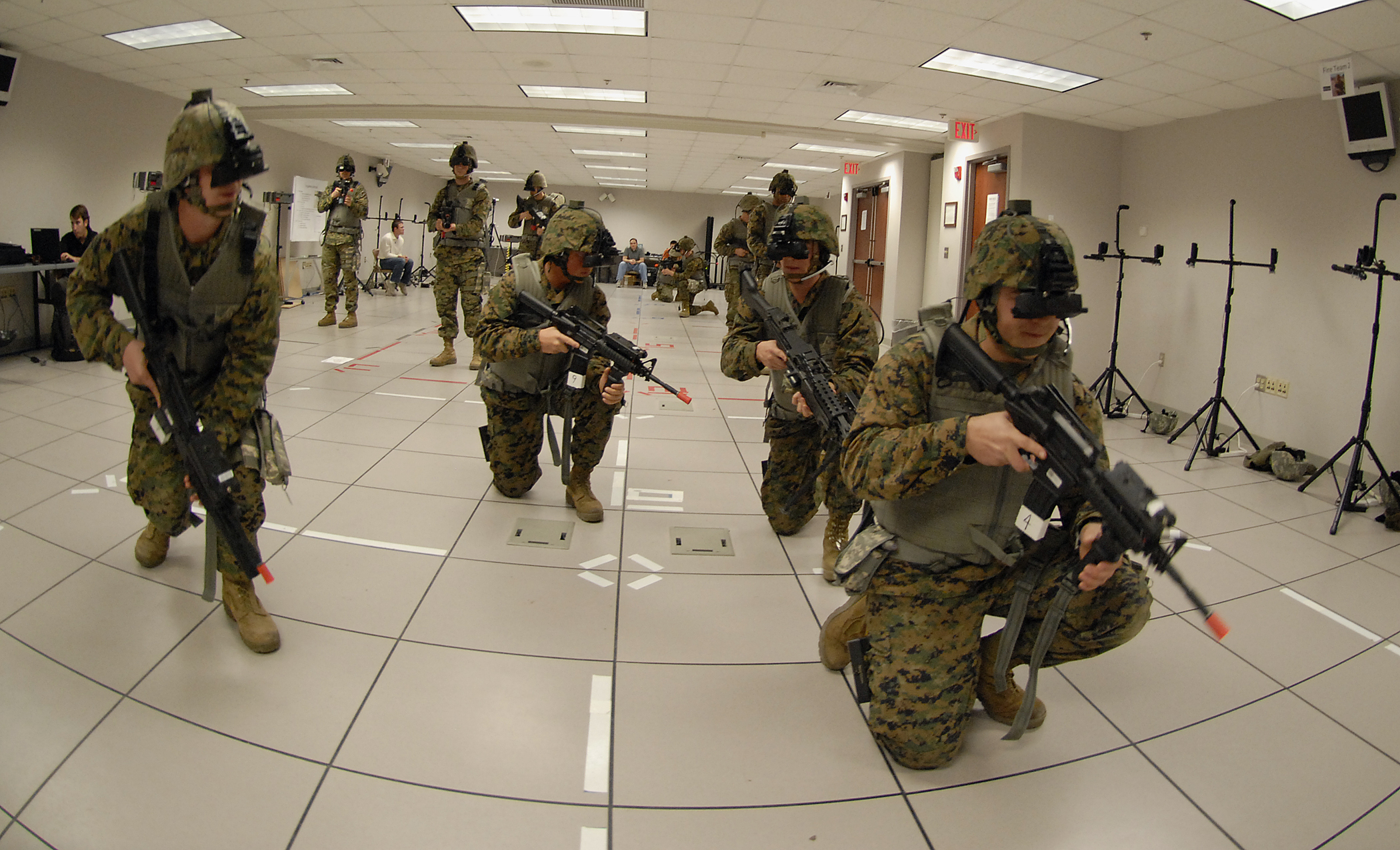
Machbarkeitsstudie FITE JCTD – der direkte Vorgänger

Während es für militärische Flugzeug- und Fahrzeugbesatzungen schon etablierte Flug- und Fahrsimulatoren gab, waren um das Jahr 2000 für Infanteriesoldaten nur statische Schießsimulatoren verfügbar. Es gab aber einen Bedarf, taktische Fähigkeiten und Entscheidungsfindung von kleinen Infanterieeinheiten in verschiedenen Szenarien zu trainieren, da geeignete Trainingsmöglichkeiten limitiert, teuer und nur bedingt flexibel einsetzbar sind.
Ab etwa 1995 begann das US-amerikanische Militär verschiedene Simulations-Technologien für Infanteriesoldaten zu untersuchen. Einer der ersten Versuche war mit Marine Doom ein Mod des beliebten Computerspiels Doom 2. Es folgten ernsthaftere Prototypen wie Soldier Visualization Station (SVS) und Virtual Squad Training System (VSTS) von 2007. 2008 bis 2010 lief das Programm Future Immersive Training Environment Joint Capability Technology Demonstration (FITE JCTD) über United States Joint Forces Command. Diese ambitionierte Machbarkeitsstudie fiel recht positiv aus.
Nach mehreren Jahren Forschung und Entwicklung hatten die Verantwortlichen in der US-Army den Eindruck, dass die Zeit reif für den großen Schritt ist. Ego-Shooter haben sich etabliert und waren bei jungen Soldaten bekannt, Technologien für Head-Mounted Displays bzw. Virtual-Reality-Headset, Mobile Computing und Motion Capture schienen ausgereift zu sein. Daher erfolgte 2010 die Ausschreibung für das Dismounted Soldier Training System (DSTS). Der Funktionsumfang des DSTS war gegenüber dem FITE JCTD etwas geringer. Beim FITE JCTD wurde jede Trainingssession von vielen qualifizierten Technikern und IT-Experten unterstützt. Da dieses bei einem ausgerollten Trainingssystem nicht möglich war, verzichtete die US-Army auf einige Funktionen. Der Auftrag über 57 Mio. $ für 100 DSTS-Sets ging an Intelligent Decisions Inc. Die Entwicklung dauerte etwa ein Jahr.
Ab 2012 rollte die US-Army das DSTS an verschiedenen Standorten aus. Jedoch zeigte sich schnell, dass die hohen Erwartungen in der Praxis bei Weitem nicht erfüllt wurden. Die US-Army reagierte mit einer Verringerung der bestellten DSTS-Systeme. Bis 2015 wurden 52 DSTS-Systeme geliefert, bei 30 Mio. $ Anschaffungskosten. Die laufenden Kosten lagen für 2015 bei 10 Mio. $. Die US-Army stellte fest, dass das DSTS zu selten genutzt wurde, um den teuren technischen Support aufrechtzuerhalten. 2015 ließ die US-Armee den Einsatz des DSTS einstellen und gab das System an die Army National Guard weiter.

## Technik

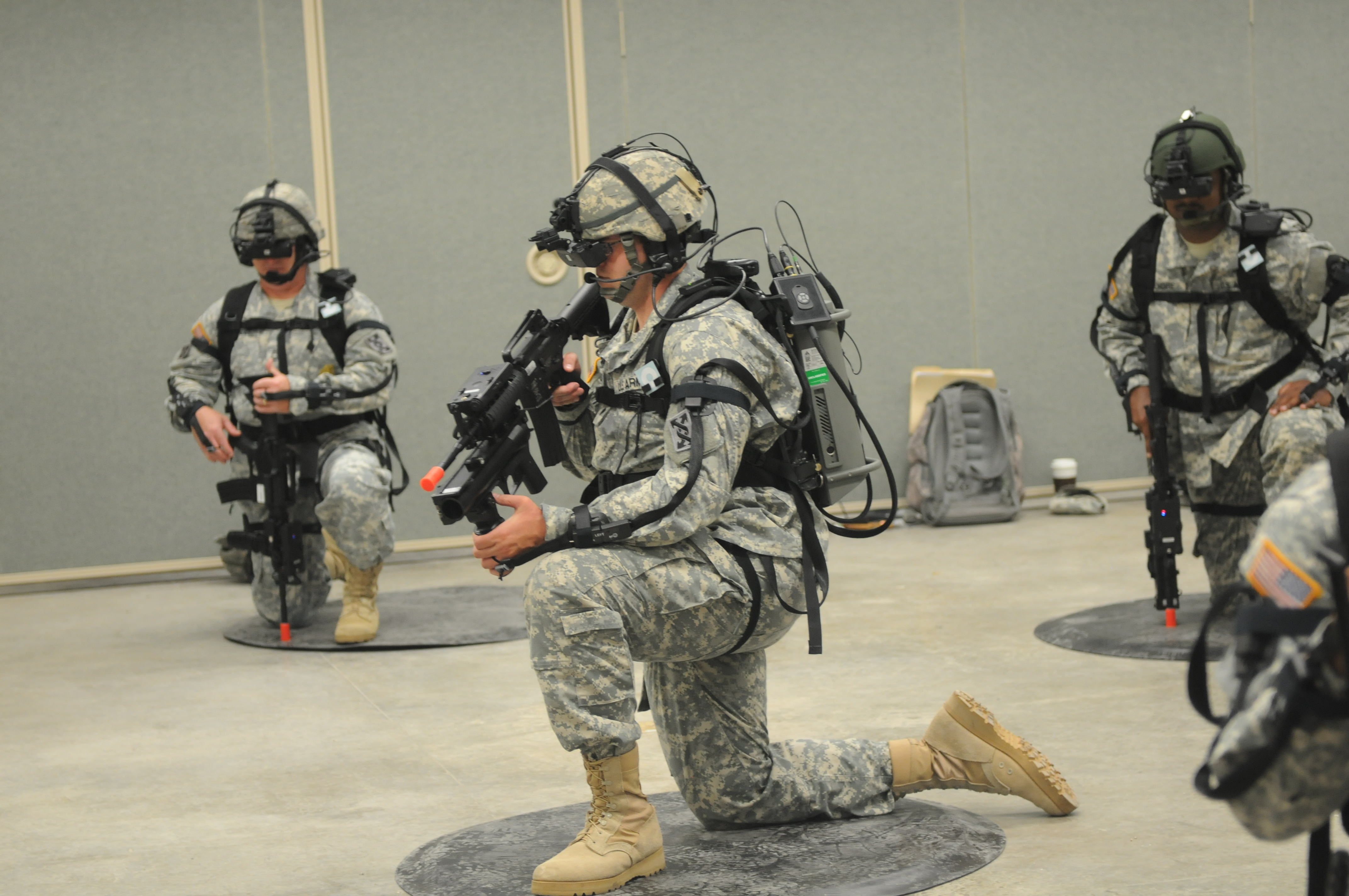
Armsensoren und RFID-Tag an der Brust sichtbar

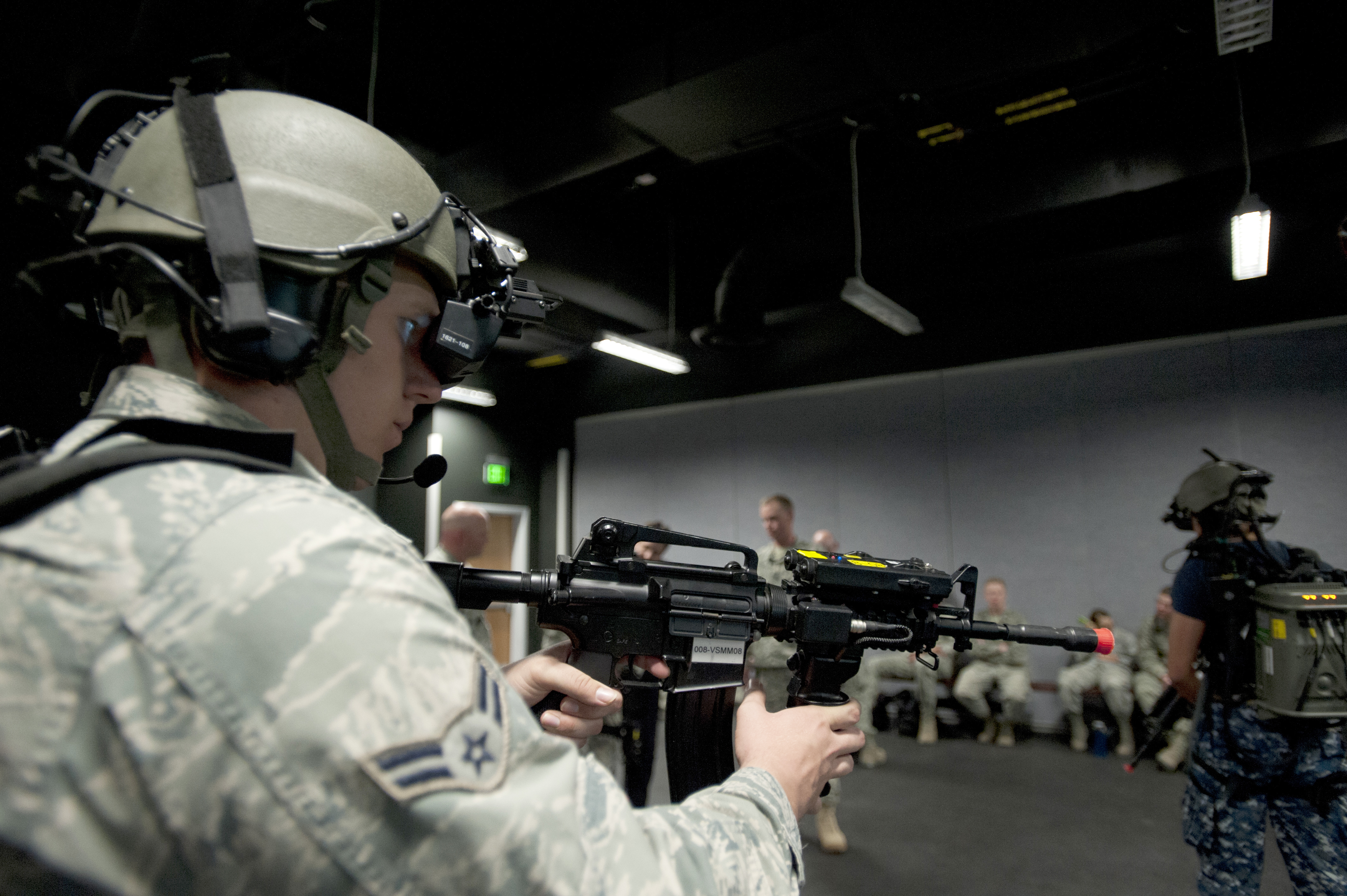
VR-Headset bietet kein vollständiges Sichtfeld, ebenso sichtbar ist der Joystick am Vorderschaftgriff

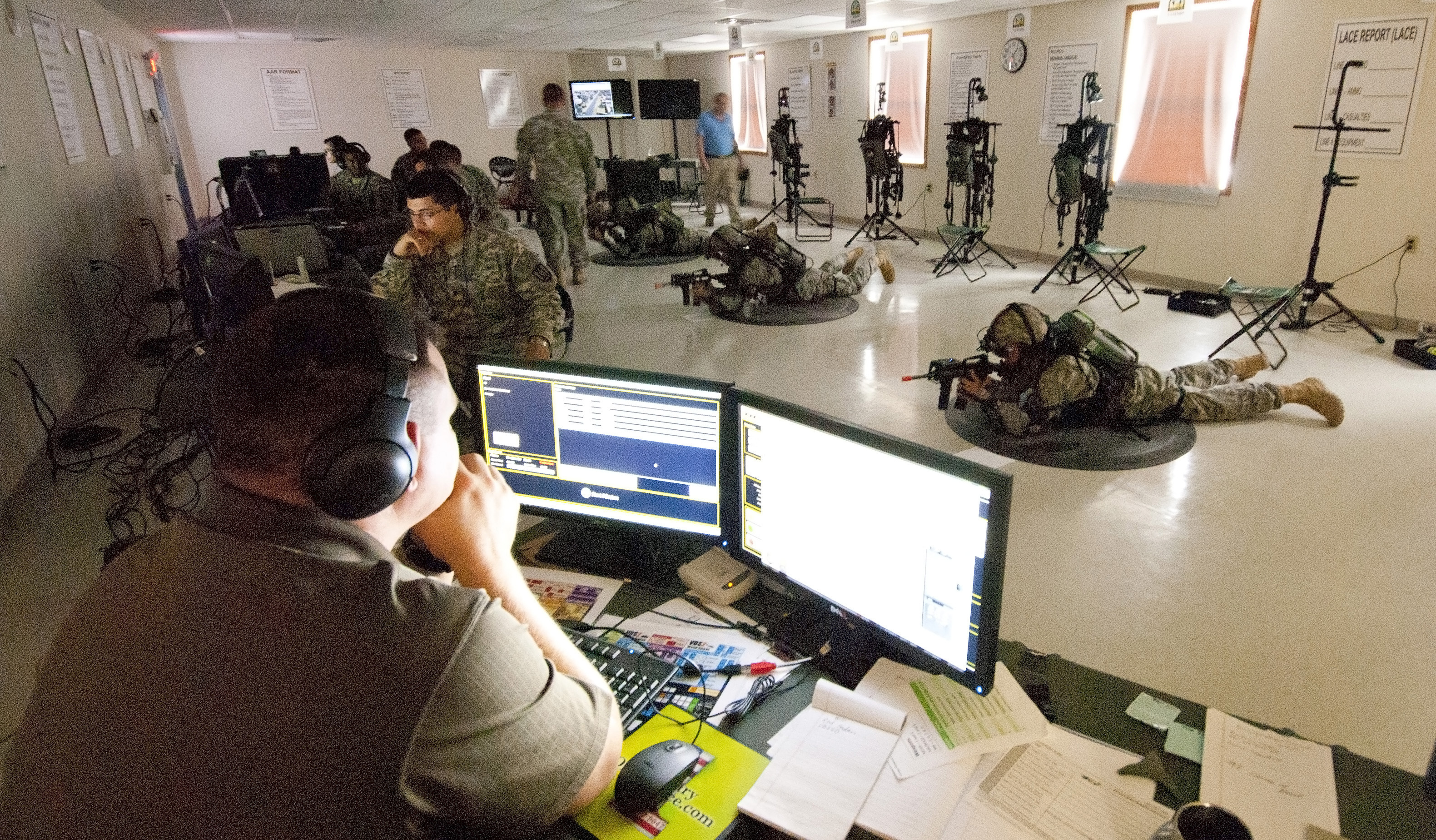
Ein Zivilist überwacht das Training

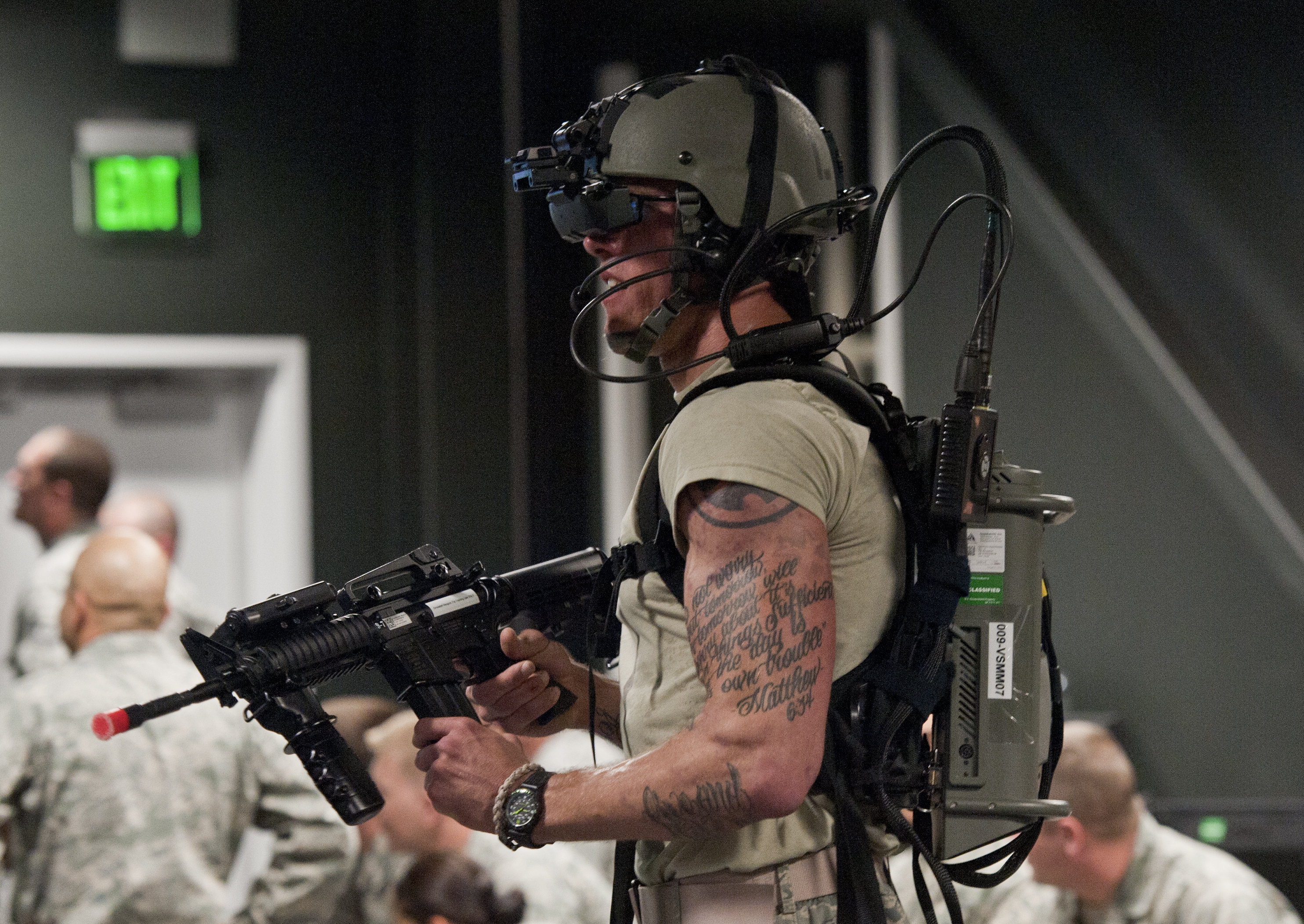
Der VR-Anzug wird hier ohne Armsensoren genutzt, der Computer wird als Rucksack getragen, sichtbar sind auch vier Tasten am Vorderschaftgriff.

Ein DSTS-Set besteht aus neun VR-Anzügen mit drei verschiedenen Trainingswaffentypen, der Simulationssoftware und sieben Desktop-Computern, welche die Trainingssitzung steuern, überwachen und unterstützen. Das ganze System ist portabel; es ist leicht in Standardbehälter verpackbar und weltweit transportierbar, so dass es einfach in jedem beliebigen Raum mit etwa 150 m² aufgebaut werden konnte.
Die Trainingswaffen sind fünf M4-Sturmgewehre, zwei M4-Sturmgewehre mit angebautem M320-Granatwerfer und zwei M249-Maschinengewehre. Die Trainingswaffen sind in Größe und Gewicht den echten Waffen nachempfunden; auch manche beweglichen Teile wie z. B. Verschlussfanghebel sind funktionsfähig. Es wird kein Rückstoß simuliert. Im Kolben der Trainingswaffe befindet sich eine Druckplatte; wenn der Soldat diese in die gewöhnliche Schussposition nimmt und den Kolben an seine Schulter drückt, dann erscheint in seinem Sichtfeld das entsprechende Visier bzw. Optik. Verschiedene virtuelle Waffenoptiken sind implementiert, z. B. M68 Close Combat Optic, M150 ACOG und AN/PAS-13 Wärmebildkamera. Die Anzahl der verfügbaren Munition wird virtuell bestimmt.
Jeder Soldat trägt ein Headset (geräuschreduzierender Kopfhörer und Mikrofon), um virtuell generierte Geräusche zu hören und mit den übrigen Soldaten zu kommunizieren. Das Gesprochene wird an das ganze Team gesendet, ohne dass ein Knopfdruck erforderlich wäre. Jeder im Team hört jedes Mitglied gleich laut; die örtliche Distanz zwischen den Soldaten wird nicht simuliert.
Die virtuelle Umgebung wird durch Virtual Battle Space 2 (VBS2) von Bohemia Interactive generiert. (In Literatur wird manchmal fälschlicherweise von CryEngine als Spiel-Engine berichtet). Es gibt die Möglichkeit, mehrere DSTS-Sets zu kombinieren, um auf Platoon-Ebene zu trainieren.
Der VR-Anzug besteht aus einem Rucksack mit einem Computer und einem großen Akkumulator, dem auf dem Gefechtshelm montierten VR-Headset und verschiedenen Sensoren. Das VR-Headset bildet nicht das ganze Sichtfeld, auch ein vollständiges Peripheres Sehen wird nicht erreicht. Die Soldaten sollten ihre persönlichen Gefechtshelme nutzen, da diese an die Kopfform angepasst sind, denn jegliches Wackeln fördert die VR-Krankheit. Der Akkumulator konnte die Komponenten des VR-Anzugs etwa zwei Stunden mit genügend Strom versorgen.
Die Sensoren im VR-Headset sind für die Erfassung der Blickrichtung zuständig; drei Sensoren pro Arm replizieren die Armbewegungen in die virtuelle Umgebung, während die Beinsensoren (einer pro Bein) es für die Körperpositionen (stehen, hocken, liegen) tun. Fortbewegung in der virtuellen Umwelt wird mittels Daumen bedienbarem Analog-Stick am Vorderschaftgriff der Trainingswaffe eingeleitet. Die Geschwindigkeit der Fortbewegung hängt davon ab, wie stark der Stick gedrückt wird in Kombination mit dem Anschlag der Waffe (Schieß- oder Bereitschaftsposition) sowie der Körperposition des Soldaten (Stehen->Gehen/Laufen oder Liegen->Kriechen). Am Vorderschaftgriff befinden sich auch vier Knöpfe, welche gewisse Aktionen auslösen, wie z. B. Besteigen einer Leiter.
Die Richtung, in die sich der Soldat in der virtuellen Welt bewegt, wird bestimmt durch die Richtung, in die sein Körper ausgerichtet ist. Da auch die Datenkommunikation zwischen dem Computer im Rucksack und dem Server kabellos funktioniert, kann sich der Soldat im Prinzip ungebunden bewegen. Allerdings wird jedem Soldaten nur ein Bewegungsradius von etwa 3 m zugeteilt. Damit der Soldat sich nicht unbeabsichtigt im Raum bewegt und so gegen Hindernisse oder Kameraden stößt, sollte er immer mit einer 1,20 m im Durchmesser runden haptischen Unterlage in Kontakt bleiben, egal ob er steht, kniet oder liegt.
Soldaten erhielten passive RFID-Tags welche z. B. Handgranate, Fernglas, Kompass, GPS-Empfänger repräsentieren. Soldaten konnten diese RFID-Tags an beliebiger Stelle der Uniform befestigen. Der VSMM hat RFID-Lesegeräte an Unterarmen und der Oberseite der Hände; werden diese Lesegeräte an den RFID-Tag gehalten, aktiviert dieses den entsprechenden virtuellen Gegenstand.
Um die Trainingssitzung zu steuern, überwachen und zu unterstützen stehen sieben Desktop-Computer zur Verfügung. An fünf VBS2-Terminals können Bediener Rollen wie Maschinengewehrschützen, Fahrzeugbesatzungen oder Zivilisten übernehmen und mit den trainierenden Soldaten im virtuellen Raum interagieren. An zwei Computern wird die Trainingsumgebung gesteuert sowie die DSTS-Hardware konfiguriert und überwacht und am letzten Computer wird nach dem Training ein After Action Review durchgeführt.

## Bewertung
Auswertungen ergaben verschiedene Defizite bei der Nutzung des DSTS. Eines der Hauptprobleme war der geringe Grad der empfundenen Realitätsnähe. Die Fortbewegung war nur virtuell mit Joystick möglich, was als unnatürlich und limitierend empfunden wurde. Realistischere Technologien wie omnidirektionales Laufband sind noch nicht ausgereift. Das Fehlen jeglicher Rückmeldung für den Tastsinn führte dazu, dass sich der Avatar in der virtuellen Umgebung verhakte z. B. an der Wand beim Betreten eines Raumes. Auch dass die Trainingswaffen keinen Rückstoß simulierten senkte die Immersion herab.
Außerdem hat sich herausgestellt, dass etwa 8 Stunden Trainingsvorbereitung nötig war, damit der Soldat mit den Eigenheiten des DSTS vertraut wurde. Der ursprünglichen Planung der US-Army nach hätten 45 Minuten ausreichen sollen. Bemängelt wurde auch die geringe technische Stabilität des DSTS. Wegen zahlreicher technischer Probleme mussten mehr qualifizierte Vollzeitkräfte die Trainingssitzungen begleiten als geplant, so dass am Ende eine virtuelle Trainingssitzung teurer war als eine echte.
Letztendlich hat sich herausgestellt, dass die benutzte VR-Technologie noch instabil und nicht unausgereift war. Es gelang auch nicht, genügend Szenarien zu definieren, welche überhaupt ein sinnvolles Training boten und nicht etwa zu einem Fehltraining führten.